# 정은영
정은영(鄭恩瑛, 1974년 ~ )은 대한민국의 페미니즘 미술 작가이다. 영어이름 siren eun young jung 을 사용한다.

## 학력
- 1997 이화여자대학교 서양화과 졸업
- 2000 이화여자대학교 일반대학원 서양화과 졸업, 석사 논문 <통로로서의 세계의 가장자리>, 지도교수 조덕현
- 2004 영국 리즈대학교 대학원 시각예술에서의 여성주의 이론과 실천 졸업, 석사 논문 <전지구화 시대 조국과 이산 사이의 여성들>, 지도교수 그리젤다 폴록
- 2015 이화여자대학교 일반대학원 조형예술학부 졸업, 박사 논문 <성별의 정치학과 불화의 미학:여성국극 프로젝트를 중심으로>, 지도교수 김현주, 조덕현

## 개인전
- 2015 전환극장, 아트스페이스 풀, 서울
- 2010 시연, 플랫폼 슬로우러시, 송도 국제도시, 인천
- 2007 탑승객; 여행자의 책, 서울-프랑크푸르트-마드리드-파리-런던-서울
- 2006 유랑하는 병들, 브레인팩토리, 서울

## 그룹전
- 2018 올해의 작가전, 국립현대 미술관, 서울
- 2015 불협화음의 하모니, 히로시마 미술관, 히로시마(예정)
- 2015 ASIA TIME : 제 1회 광동 미술 비엔날레, 광동미술관, 광저우(예정)
- 2015 동아시아 페미니즘: 판타시아, 서울시립미술관, 서울
- 2015 제8회 아시아 퍼시픽 트리엔날레, QAGOMA, 브리스번(예정)
- 2015 미래는 지금이다, La friche Belle de Mai, 마르세이유, 프랑스
- 2014 미래는 지금이다, 로마국립현대미술관, 로마, 이탈리아
- 2014 8th Asia Pacific Triennial of Contemporary Art, QAGOMA, 브리스번, 호주
- 2014 Traditional (Un)Realized, 아르코 미술관, 한국문화예술위원회, 서울
- 2014 귀신, 간첩, 할머니: Media City Seoul 2014, 서울시립미술관, 서울
- 2014 Post-Movement: Night of Café Mueller, 콴두 미술관, 타이페이, 대만
- 2014 On the Border: 2014토론토 한국영화제, 토론토, 캐나다
- 2014 Something in space escapes our attempts at surveying, Württembergischer Kunstverein, 슈트트가르트, 독일
- 2014 커뮤니티 퍼포마티비티, 광주아시아문화마루, 광주
- 2014 TPAM2014(Performing Art Meeting in Yokohama), KAAT, 요코하마, 일본
- 2013 Where the Ends Meet, Gallery Houg, 리옹, 프랑스
- 2013 텔미 허 스토리, 스페이스 씨, 서울
- 2013 에르메스재단 미술상, 아뜰리에 에르메스, 서울
- 2013 러닝머신, 백남준 아트센터, 용인
- 2013 기울어진 각운들, 국제 갤러리, 서울
- 2013 페스티벌 봄, 서강대학교 메리홀 소극장, 서울
- 2012 플레이타임, 문화역 서울 284, 서울
- 2012 언바운드 아카이브, 아르코 미술관, 서울
- 2012 마지막 혁명은 없다, 캘리포니아 어바인대학 미술관, 어바인, 미국
- 2012 해피윈도우, 아트센터 나비, 서울
- 2012 만국박람회, 우민아트센터, 청주
- 2012 여수국제아트페스티벌YIAF, 예울마루 전시관, 여수
- 2012 신진기예, 토탈미술관, 서울
- 2011 파산의 기술, 플랫폼 슬로우 러시, 송도국제도시, 인천
- 2011 새로운 발흥지, 우민아트센터, 청주
- 2011 오픈스튜디오, 경기창작센터, 안산
- 2010 Perspective Strikes Back, L'appartement22, 라바트, 모로코
- 2010 오픈스튜디오, 경기창작센터, 안산
- 2010 유령 , Platform SlowRush #13, 송도 국제도시, 인천
- 2010 Trans-media-scape, 제 12회 서울국제여성영화제, 서울
- 2010 Going, 2010 Seoul LGBT Film Festival, 서울
- 2009-2010 Perspective Strikes Back, 두산 갤러리, 서울
- 2009 DIYforum, 서교예술실험창작공간, 서울
- 2009 Emporium: A New Common Sense of Space, Museo della Scienza e della Tecnica Leonardo Da Vinci, 밀라노, 이탈리아
- 2009 어떤 제안: 공공자원, 아트선재센터, 서울
- 2009 언니가 돌아왔다, 경기도 미술관, 안산
- 2008 Incheon Media Art Festival, 부평역사박물관, 인천
- 2008 Harmony of the Crash, Zkmax, 뮌헨, 독일
- 2008 기억을 위한 보행, 상상을 위한 보행, 인사아트센터, 서울
- 2008 A Walk to Remember, A Walk to Envision, MUSEUM AS HUB, New Museum of Contemporary Art, 뉴욕, 미국
- 2007 Neighborhood, New Museum of Contemporary Art, 뉴욕, 미국
- 2007 Beyond Art Festival, 대전시립미술관, 대전
- 2007 IASmedia Screening, 서울 아트 시네마, 서울
- 2007 Harmony of Clash, 갤러리 세줄, 서울
- 2007 Something Mr.C Can’t Have. KIAF특별전, 코엑스, 서울
- 2007 A matter of Urbanity, among other things, Canal de Isabell Ⅱ, 마드리드, 스페인
- 2007 Monte Video, Netherlands Media Art Institute, 암스테르담, 네덜란드
- 2006 네트워크 플러스: 기억, 대안공간 풀, 서울
- 2006 kkk^^;, 쌈지 스페이스, 서울
- 2006 미디어스케이프, 판페스티벌, 헤이리, 파주
- 2006 우표가 되려는 그림, SBS전시관, 서울
- 2006 Textile & Poetry, TAD Gallery at Mi Art Fair, 밀라노, 이탈리아
- 2006 일곱번째 오픈 스튜디오, 쌈지 스페이스, 서울
- 2006 여기도 거기도 아닌, (주)쌈지 사옥 한뼘 갤러리,

## 수상 및 레지던시
- 2018 국립현대 미술관 올해의 작가상 수상
- 2013 2013 에르메스재단미술상 수상
- 2013-2014 세마난지 레지던시 입주작가, 서울시립미술관
- 2010 제 1기 경기창작센터 입주작가, 경기문화재단
- 2006 한국문화예술위원회 신진작가 지원기금 당선
- 2005 브레인팩토리 전시공모 당선
- 2005 제 8기 쌈지스튜디오 프로그램 입주작가
- 2004 길동무 여행사; 정이주프로젝트, 오픈아트미디어 커미션 당선 (프로젝트팀 sirennix)
- 2002 이머징 아티스트, 선정, 쌈지 스페이스
- 2000 슬라이드 프레젠테이션, 선정, 대안공간 풀